# Гексилрезорцин
Гексилрезорцин (1,3-диокси-4-н-гексилбензол) — противоглистное и бактерицидное средство.

## Физико-химические свойства
Бесцветный или слегка желтоватый порошок или чешуйчатые кристаллы, розовеющие на воздухе. Гексилрезорцин растворим в спирте, эфире, ацетоне, хлороформе и растительных маслах, мало растворим в воде и петролейном эфире.

## Получение
Для получения гексилрезорцина бутилбромид конденсируют с малоновым эфиром; образующийся бутилмалоновый эфир омылением и частичным декарбоксилированием превращают в капроновую кислоту, при взаимодействии которой с резорцином получают капронилрезорцин. При его восстановлении цинком в соляной кислоте образуется гексилрезорцин.